# コック川

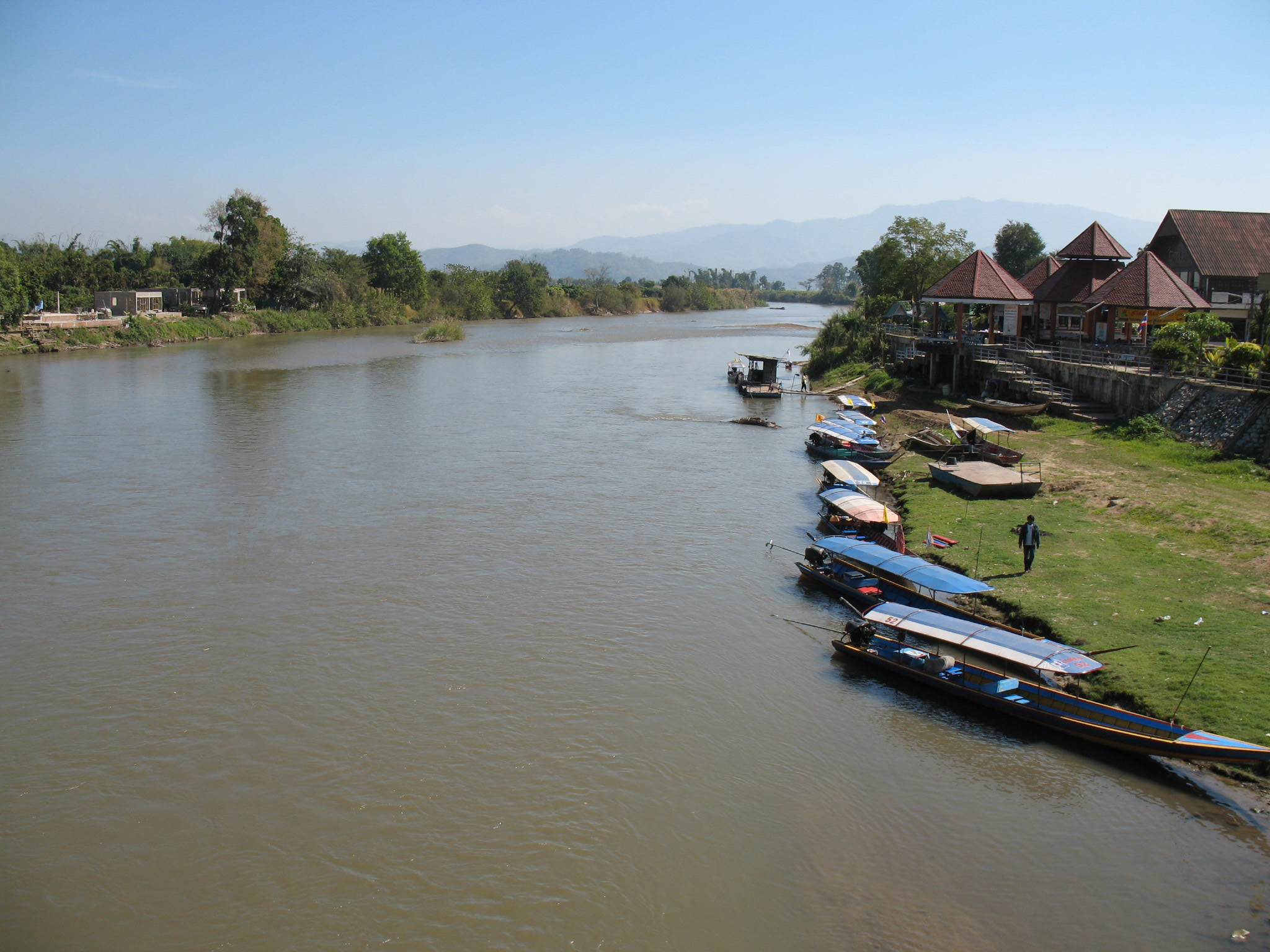

コック川 (タイ語: แม่น้ำกก) はミャンマー・シャン州およびタイ北部を流れる、メコン川水系の川である。シャン州、モンサート（ムアンサート、ムーンサート）付近に源流を持ち、タイ、チエンマイ県、メーアーイ郡に流れ込み同郡でファーン川と合流、その後チエンラーイ県・チエンラーイでラーオ川と合流、ウィエンチャイ郡、メーチャン郡、ドーイルワン郡を経てチエンセーン郡でメコン川に流れ込む。